# Голгофа (панорама, Киев)
«Голгофа» — художественная панорама с распятием Иисуса Христа, выставлявшаяся в Киеве в специально выстроенном для неё павильоне на Владимирской горке, рядом с католическим собором Св. Александра. 
Панорама являлась авторским повторением панорамы «Распятие Христа» австрийских художников Йозефа Кригера и Карла Фроша, сгоревшей в Вене в 1892 году (всего художники сделали около сорока повторений этого сюжета).
Здание павильона было заказано директором-распорядителем местного художественного салона дворянином Иваном Замараевым и австрийским подданным Артуром Гашинским гражданскому инженеру Владимиру Римскому-Корсакову по образцу его панорамного павильона в Ченстохове и было построено за 3 месяца. Павильон открылся для публики 10 января 1902 года и уже через 2 месяца окупился. 
Полукругом раскинулась как настоящая черствая иудейская земля: рыжие холмы на рыжем горизонте — неподвижный бездыханный мир, написанный на полотне, населенный неподвижными, но тем не менее как бы живыми трехмерными фигурками евангельских и библейских персонажей в хитонах, на ослах и верблюдах и пешком, и надо всем этим царила гора Голгофа с тремя крестами, высоко воздвигнутыми на фоне грозового неба с неподвижными зигзагами молний. Распятый богочеловек и два разбойника, распятые вместе с ним — один одесную, другой — ошуюю как бы висели с раскинутыми руками над небольшой живописной группой римских воинов в медных шлемах, украшенных красными щитками. Из пронзенного бока Христа неподвижно бежал ручеек крови. Голова в терновом венке склонилась на костлявое плечо. Римский воин в панцире протягивал на камышовой трости к запекшимся устам Спасителя губку, смоченную желчью и уксусом. Живот распятого был втянут под выступавшими ребрами грудной клетки, и чресла стыдливо прикрыты повязкой. Надвигавшаяся пылевая буря деформировала неподвижно развевающиеся одежды евангельских персонажей…Валентин Катаев
Кроме Киева, панорама с успехом демонстрировалось в Одессе, Харькове и других городах — в это время в павильоне выставлялись другие панорамы.
Панорама несколько раз меняла владельцев, после революции была национализирована. Павильон был разобран в 1934 году, сама панорама была утрачена, предположительно, в 1941 году при взрыве в Киево-Печерской лавре.
Существовали планы восстановления панорамы к Чемпионату Европы по футболу 2012 года — впоследствии от них отказались.